# Autoroute M65 (Grande-Bretagne)

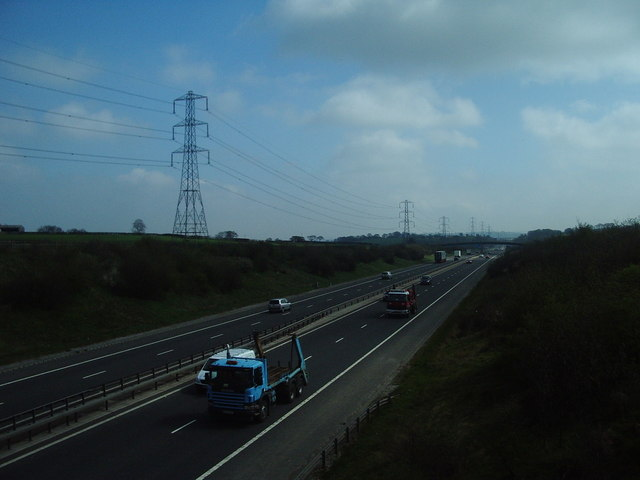
Vue vers l'Est, à partir de la nouvelle section.

La M65 est une autoroute dans le Lancashire, en Angleterre. Elle débute juste au sud de Preston au raccordement de la M6 avec la M61, passe à l'est de Darwen, Blackburn, Accrington, Burnley, Brierfield, Nelson et se termine à Colne.

## Histoire
La M65 est mise en service avec les sections de :
- 1a à 6 (M6 à Whitebirk) en 1997 ;
- 6 à 7 (Whitebirk à Accrington/Hyndburn) en 1984 ;
- 7 à 10 (Hyndburn à Burnley) en 1983 ;
- 10 à 12 (Burnley à Brierfield) en 1981 ;
- 12 à 13 (Brierfield à Nelson) en 1983 ;
- 13 to 14 (Nelson à Colne) en 1988.

Le premier tronçon ouvre en 1981, reliant Burnley à Brierfield. Au fil des années, plusieurs extensions ont été réalisées, la plus importante étant la liaison entre Whitebirk et les autoroutes M6 et M61 en 1997,,.
Cette extension a été le théâtre d'un affrontement entre les agents de sécurité et les manifestants (souvent appelés 'eco-warriors').
Les jonctions 1a à 6 ouvrent le 18 décembre 1997, inaugurées par Jack Straw, secrétaire d'État à l'Intérieur et Membre du Parlement pour Blackburn. La cérémonie d'ouverture a lieu sur la chaussée en direction ouest à la sortie 5, avec une forte présence policière alors que les manifestants menacent d'arrêter la procédure.
Une grande partie de l'extension de 1997 a été reprise peu de temps après son ouverture avec un nouveau tarmac plus silencieux parce que le bruit de la route avait été si important qu'il empêchait les oiseaux de proie (principalement hiboux) de se nourrir.

## Raccordements
Les distances sont fournies à partir des données des conducteurs.
| Autoroute M65 |      |                                                                        |             |                                                                        |
| mile          | km   | Sorties Est                                                            | Jonction    | Sorties Ouest                                                          |
| 25.8          | 41.6 | Skipton, Keighley, Nelson, Colne A6068                                 | J14         | Entrée de l'autoroute                                                  |
| 24.4          | 39.3 | Nelson, Kendal A682                                                    | J13         | Nelson A682                                                            |
| 23.3          | 37.5 | Nelson, Brierfield A682                                                | J12         | Brierfield A682                                                        |
| 21.0          | 33.8 | Pas d'accès                                                            | J11         | Burnley, Nelson (A679, A682) B6434                                     |
| 19.9          | 32.1 | Burnley (Central), Padiham A671                                        | J10         | Burnley (Central), Padiham A671                                        |
| 18.5          | 29.8 | Burnley (West) A679                                                    | J9          | Pas d'accès                                                            |
| 17.3          | 27.8 | Bury, Manchester A56 Clitheroe A6068                                   | J8          | Bury, Manchester A56 Clitheroe A6068                                   |
| 14.5          | 23.3 | Accrington, Clitheroe A6185                                            | J7          | Accrington A6185                                                       |
| 12.4          | 19.9 | Blackburn (North & East) A678                                          | J6          | Blackburn (North & East) A678                                          |
| 10.1          | 16.2 | B6232, Shadsworth A6077                                                | J5          | B6232, Shadsworth A6077                                                |
| 8.5           | 13.6 | Blackburn (South), Bolton, Darwen A666, Blackburn with Darwen services | J4 Services | Blackburn (South), Bolton, Darwen A666, Blackburn with Darwen services |
| 4.9           | 7.9  | Blackburn (West) A674 Bolton A675                                      | J3          | Blackburn (West) A674                                                  |
| 2.2           | 3.5  | Manchester, The North West, Lancaster M61 (M6)                         | J2          | Manchester, The North West, Lancaster M61 (M6)                         |
| 0.7           | 1.2  | The South, Birmingham, The North West, Lancaster M6                    | J1          | The South, Birmingham, The North West, Lancaster M6                    |
| 0.6           | 1.0  | Début de l'autoroute                                                   | J1A         | Preston, Bamber Bridge A6                                              |